# Міжнародний аеропорт Ліматамбо
Міжнародний аеропорт Ліматамбо (IATA: LIM, ICAO: SPIM) — колишній міжнародний аеропорт міста Ліма, діяв до 1960 року, коли його замінив міжнародний аеропорт імені Хорхе Чавеса.
Сьогодні термінал є штаб-квартирою Міністерства внутрішніх справ Перу.